# Vaisseau-monde
Un vaisseau-monde est un vaisseau spatial géant, destiné à abriter, ou parfois à convoyer un peuple entier, ou du moins une très importante population de colons sans avoir recours à l'hibernation. Dans ce but, il reconstitue un écosystème complet capable de nourrir les occupants (et de terraformer une éventuelle future planète), en emportant les semences, les espèces vivantes et les divers produits nécessaires à la mise en place de la biosphère souhaitée.
Il arrive que les habitants de ces vaisseaux, au bout de plusieurs générations, oublient qu'ils vivent dans un biotope artificiel. Ils s'enferment alors dans la certitude que l'univers se résume à leur vaisseau. On parle alors de « vaisseau générationnel ».

## Exemples
Des exemples connus de vaisseau-monde sont :
- Rama dans Rendez-vous avec Rama d'Arthur C. Clarke,
- le Grand Vaisseau du roman éponyme de Robert Reed,
- le Titan AE du dessin animé éponyme,
- L'Anneau-Monde et la Flotte des Mondes Marionnettiste chez Larry Niven,
- les vaisseaux-mondes Eldars dans l'univers de Warhammer 40.000,
- le vaisseau-monde retombé dans la barbarie du jeu de rôle Gamma World (TSR, 1978),
- le navire géant des extra-terrestres dans Independence Day,
- le vaisseau-monde des humains dans WALL-E.
- le robot-monde Mata Nui dans l'univers des Bionicle est un robot spatial de 12 000 km de haut, abritant l'Univers Matoran.
- Le vaisseau Colonie des Cylons dans Battlestar Galactica.
- Le vaisseau Alisa III dans le jeu vidéo Phantasy Star III.
- Le Super Dimension Fortress Macross (ou SDF 1) dans la série animée du même nom.
- Le Papillon des étoiles, vaisseau dans le livre du même nom de Bernard Werber
- L'Argonos, immense vaisseau dans La Nef des fous de Richard Paul Russo.

Dans l'univers du jeu de rôle Star Wars, le peuple des Ithoriens vit dans des cités mobiles appelées vaisseaux-troupeaux. Ces vaisseaux peuvent devenir des vaisseaux-mondes si les Ithoriens souhaitent quitter la surface d'une planète.
Dans l'univers étendu de Star Wars, les Yuuzhan Vong, une race extraterrestre venue d'une autre galaxie et prohibant tous ce qui n'est pas organique, possèdent plusieurs de ces vaisseaux à grande capacité de population leur permettant de déplacer leur civilisation à l'abri du vide de l'espace.
Ces vaisseaux (comme tous ce qui compose la société Yuuzhan vong) sont entièrement vivants et dirigés chacun par une sorte de "cerveau monde" qui contrôle aussi bien les conditions climatiques que la navigation.